# 20th Century Fox Television
20th Television (cunoscută anterior ca TCF Television Productions, 20th Century-Fox Television și 20th Century Fox Television) este o companie de producție de televiziune americană care este o divizie a Disney Television Studios, parte a The Walt Disney Company. Walt Disney Studios Home Entertainment distribuie serialele de televiziune produse de 20th Television în formaturi de media la domiciliu prin marca 20th Century Home Entertainment.
20th Television a fost parte a achiziției de către The Walt Disney Company a majorității activelor lui 21st Century Fox în 2019. Numele prezent al companiei a fost adoptat în 2020 când Disney a scos "Fox" din numele activelor achiziționate ale 21st Century Fox.

## Divizii
20th Television a operat un număr de divizii pre- și post-Disney:
- 20th Century Fox Television Distribution (2011–2020)
- FNM/FWP (1990–1994)
- 20th Century Fox International Television (2001–2002)
- Fox Circle Productions (1994–2005)
  - National Studios (1995–1998)
- Fox Square Productions (1987–anii 1990)
- 20th Century Fox Telecommunications (1982)
- Fox Television Animation (1999–2020)

## Predecesori
- 20th Television (braț de distribuție) (1989–2020)
- Touchstone Television (a doua încarnare) (2014–2020)
- MTM Enterprises (1969–1998)
- Four Star Television (1952–1997)
- ABC Signature (1985–2024)